# Йодопсин

Нормализованные кривые чувствительности йодопсинов и родопсином (штриховая линия)

Йодопсин (iodopsinum; от др.-греч. ἰώδης — «подобный цвету фиалки» + др.-греч. ωπς — глаз) — общее название нескольких зрительных пигментов человека и некоторых млекопитающих животных. Эти пигменты состоят из белковой молекулы, связанной с хромофором ретиналем. Содержатся в колбочках сетчатки глаза и обеспечивают цветовое зрение, в отличие от другого зрительного пигмента — родопсина, ответственного за сумеречное зрение.

## Типы йодопсинов
| Тип колбочек                       | Название | Диапазон   | Максимум чувствительности |
| ---------------------------------- | -------- | ---------- | ------------------------- |
| S (OPN1SW) - "тритан", "цианолаб"  | β        | 400–500 нм | 420–440 нм                |
| M (OPN1MW) - "дейтан", "хлоролаб"  | γ        | 450–630 нм | 534–545 нм                |
| L (OPN1LW) - "протан", "эритролаб" | ρ        | 500–700 нм | 564–580 нм                |

## История исследований
Первые попытки найти три пигмента и, как предполагалось три типа колбочек (исходя из предположений трёхкомпонентной теории зрения, что в каждой колбочке содержится только один пигмент) проводились Раштоном, который довёл до совершенства методику денситометрии для прижизненного измерения коэффициентов поглощения света с различной длиной волны в слое фоторецепторов сетчатки. Было показано, что у дихроматов отсутствует один из пигментов, имеющихся у трихроматов, и соответствующих красно- и зелёночувствительному приёмникам трихромата: «эритролаб» (максимум около 585 нм.) у протанопа и «хлоролаб» (максимум около 540 нм.) — у дейтеранопа.
Обнаружить присутствие третьего (теоретически предсказанного синечувствительного пигмента) «цианолаба», который (по трёхкомпонентной теории цветового зрения) содержится в третьем «приёмнике», долго не удавалось ни у дихроматов, ни у трихроматов. Это попытались объяснить жёлтой пигментацией в районе центральной ямки, которая по мнению исследователей «затрудняет» измерения в синем конце спектра.
Следующим шагом в этом направлении явилось исследование фотопигментов, содержащихся в отдельных колбочках человека и макаки. Размеры фовеальных колбочек слишком малы, чтобы они могли служить объектом исследования, и все полученные данные касаются только парафовеальных колбочек. Каждая колбочка, по крайней мере внефовеальная, содержит, видимо, лишь один из пигментов или преимущественно один из них. Вопрос о локализации пигментов в фовеальных колбочках в тот период решён не был, и предполагалось, что фовеальные колбочки содержат смесь нескольких пигментов..

### Исследование оптических характеристик йодопсина
Далее последовала работа Уолда. Применение интенсивного адаптирующего жёлтого, пурпурного и синего фона, позволило Уолду получить три разные пороговые кривые. Делая поправку на поглощение в передних средах глаза (хрусталик и жёлтый макулярный пигмент), Уолд называет в качестве максимумов трёх «приёмников» (хотя реально он обнаружил не приёмники, а только максимумы поглощения тканями сетчатки) 430, 540 и 575 нм.